# Жоржиньйо (футболіст, 1991)
Жорже Луїз Фрелло Фільйо (італ. Jorge Luiz Frello Filho), більш відомий як Жоржиньйо (італ. Jorginho), нар. 20 грудня 1991, Імбітуба) — італійський футболіст бразильського походження, півзахисник клубу лондонського «Арсеналу» та збірної Італії.
Найбільших досягнень здобув у складі «Челсі»

## Клубна кар'єра
Народився 20 грудня 1991 року в місті Імбітуба, Бразилія. Але в ранньому віці переїхав до Італії і став громадянином цієї країни. Він виступав за молодіжну команду «Верони» та «Сассуоло» до 2010 року, а потім був орендований клубом «Самбоніфацезе». У складі цієї команди півзахисник провів хороший сезон у четвертому італійському дивізіоні, зігравши тридцять один матч і забивши один гол.
Після закінчення оренди Жоржиньйо повернувся в «Верону» вже як гравець першої команди. Його дебют відбувся 4 вересня 2011 року в матчі проти «Сассуоло». Уже в наступному сезоні він став одним з ключових гравців, і взяв участь у довгоочікуваному поверненні «Верони» в Серію А. У вищій італійській лізі Жоржиньо дебютував 24 серпня 2013 року в переможному матчі з «Міланом». Початок сезону він почав дуже продуктивно, регулярно забиваючи голи.
18 січня 2014 року Жоржиньйо перейшов в «Наполі», підписавши контракт до 2018 року. За половину прав на гравця неаполітанці заплатили € 5,5 млн. В травні 2014 року Жоржиньйо відіграв повний матч у фіналі Кубка Італії проти «Фіорентини» (3:1) і допоміг команді виграти трофей. В грудні того ж року вийшов на 105 хвилині матчу за Суперкубок Італії проти Джонатана де Гузмана у грі проти «Ювентуса». Компенсований час завершився внічию 2:2, а в серії пенальті Жоржиньйо не забив свій удар, але неаполітанці перемогли 6:5, здобувши свій другий суперкубок в історії. Відіграв за неаполітанську команду 133 матчі в національному чемпіонаті.
14 липня 2018 перейшов до «Челсі», вартість трансфера склала 57 мільйонів євро. У першому сезоні переміг з клубом у Лізі Європи УЄФА.

## Виступи за збірну
2012 року одного разу залучався до складу молодіжної збірної Італії.
З 2016 року виступає за збірну Італії.
| Дата       | Місто             | Господарі            | Результат               | Гості                | Турнір                                    | Голи | Примітки |
| ---------- | ----------------- | -------------------- | ----------------------- | -------------------- | ----------------------------------------- | ---- | -------- |
| 24-3-2016  | Удіне             | Італія               | 1 – 1                   | Іспанія              | товариський матч                          | -    | 89'      |
| 29-5-2016  | Та-Калі           | Італія               | 1 – 0                   | Шотландія            | товариський матч                          | -    | 67'      |
| 13-11-2017 | Мілан             | Італія               | 0 – 0                   | Швеція               | Відбір до ЧС 2018                         | -    |          |
| 23-3-2018  | Манчестер         | Італія               | 0 – 2                   | Аргентина            | товариський матч                          | -    | 86'      |
| 27-3-2018  | Лондон            | Англія               | 1 – 1                   | Італія               | товариський матч                          | -    |          |
| 28-5-2018  | Санкт-Галлен      | Італія               | 2 – 1                   | Саудівська Аравія    | товариський матч                          | -    |          |
| 1-6-2018   | Ніцца             | Франція              | 3 – 1                   | Італія               | товариський матч                          | -    | 78'      |
| 4-6-2018   | Турин             | Італія               | 1 – 1                   | Нідерланди           | товариський матч                          | -    | 78'      |
| 7-9-2018   | Болонья           | Італія               | 1 – 1                   | Польща               | Ліга націй УЄФА 2018—2019 - груповий етап | 1    |          |
| 10-9-2018  | Лісабон           | Португалія           | 1 – 0                   | Італія               | Ліга націй УЄФА 2018—2019 - груповий етап | -    |          |
| 10-10-2018 | Генуя             | Італія               | 1 – 1                   | Україна              | товариський матч                          | -    |          |
| 14-10-2018 | Хожув             | Польща               | 0 – 1                   | Італія               | Ліга націй УЄФА 2018—2019 - груповий етап | -    | 31'      |
| 17-11-2018 | Мілан             | Італія               | 0 – 0                   | Португалія           | Ліга націй УЄФА 2018—2019 - груповий етап | -    | 54'      |
| 23-3-2019  | Удіне             | Італія               | 2 – 0                   | Фінляндія            | Відбір до ЧЄ 2020                         | -    |          |
| 26-3-2019  | Парма             | Італія               | 6 – 0                   | Ліхтенштейн          | Відбір до ЧЄ 2020                         | -    | 58'      |
| 8-6-2019   | Афіни             | Греція               | 0 – 3                   | Італія               | Відбір до ЧЄ 2020                         | -    |          |
| 11-6-2019  | Турин             | Італія               | 2 – 1                   | Боснія і Герцеговина | Відбір до ЧЄ 2020                         | -    | 14'      |
| 5-9-2019   | Єреван            | Вірменія             | 1 – 3                   | Італія               | Відбір до ЧЄ 2020                         | -    |          |
| 8-9-2019   | Тампере           | Фінляндія            | 1 – 2                   | Італія               | Відбір до ЧЄ 2020                         | 1    | 21'      |
| 12-10-2019 | Рим               | Італія               | 2 – 0                   | Греція               | Відбір до ЧЄ 2020                         | 1    |          |
| 15-11-2019 | Зениця            | Боснія і Герцеговина | 0 – 3                   | Італія               | Відбір до ЧЄ 2020                         | -    |          |
| 18-11-2019 | Палермо           | Італія               | 9 – 1                   | Вірменія             | Відбір до ЧЄ 2020                         | 1    |          |
| 7-9-2020   | Амстердам         | Нідерланди           | 0 – 1                   | Італія               | Ліга націй УЄФА 2020—2021 - груповий етап | -    |          |
| 11-10-2020 | Гданськ           | Польща               | 0 – 0                   | Італія               | Ліга націй УЄФА 2020—2021 - груповий етап | -    |          |
| 14-10-2020 | Бергамо           | Італія               | 1 – 1                   | Нідерланди           | Ліга націй УЄФА 2020—2021 - груповий етап | -    |          |
| 15-11-2020 | Реджо-нель-Емілія | Італія               | 2 – 0                   | Польща               | Ліга націй УЄФА 2020—2021 - груповий етап | 1    |          |
| 18-11-2020 | Сараєво           | Боснія і Герцеговина | 0 – 2                   | Італія               | Ліга націй УЄФА 2020—2021 - груповий етап | -    |          |
| 4-6-2021   | Болонья           | Італія               | 4 – 0                   | Чехія                | товариський матч                          | -    | 63'      |
| 11-6-2021  | Рим               | Туреччина            | 0 – 3                   | Італія               | ЧЄ 2020 - груповий етап                   | -    |          |
| 16-6-2021  | Рим               | Італія               | 3 – 0                   | Швейцарія            | ЧЄ 2020 - груповий етап                   | -    |          |
| 20-6-2021  | Рим               | Італія               | 1 – 0                   | Уельс                | ЧЄ 2020 - груповий етап                   | -    | 75'      |
| 26-6-2021  | Лондон            | Італія               | 2 – 1 д.ч.              | Австрія              | ЧЄ 2020 - 1/8 фіналу                      | -    |          |
| 2-7-2021   | Мюнхен            | Бельгія              | 1 – 2                   | Італія               | ЧЄ 2020 - чвертьфінал                     | -    |          |
| 6-7-2021   | Лондон            | Італія               | 1 – 1 д.ч. (5 – 3 п.п.) | Іспанія              | ЧЄ 2020 - півфінал                        | -    |          |
| 11-7-2021  | Лондон            | Італія               | 1 – 1 д.ч. (3 – 2 п.п.) | Англія               | ЧЄ 2020 - фінал                           | -    | 114'     |
| 2-9-2021   | Флоренція         | Італія               | 1 – 1                   | Болгарія             | Відбір до ЧС 2022                         | -    |          |
| 5-9-2021   | Базель            | Швейцарія            | 0 – 0                   | Італія               | Відбір до ЧС 2022                         | -    |          |
| 8-9-2021   | Реджо-нель-Емілія | Італія               | 5 – 0                   | Литва                | Відбір до ЧС 2022                         | -    | Cap. 61' |
| 6-10-2021  | Мілан             | Італія               | 1 – 2                   | Іспанія              | Ліга націй УЄФА 2020—2021 - півфінал      | -    | 64'      |
| 10-10-2021 | Турин             | Італія               | 2 – 1                   | Бельгія              | Ліга націй УЄФА 2020—2021 - 3-тє місце    | -    | 70'      |
| 12-11-2021 | Рим               | Італія               | 1 – 1                   | Швейцарія            | Відбір до ЧС 2022                         | -    |          |
| 15-11-2021 | Белфаст           | Північна Ірландія    | 0 – 0                   | Італія               | Відбір до ЧС 2022                         | -    | 68'      |
| 24-3-2022  | Палермо           | Італія               | 0 – 1                   | Північна Македонія   | Відбір до ЧС 2022                         | -    |          |
| 1-6-2022   | Лондон            | Італія               | 0 – 3                   | Аргентина            | Фіналіссіма 2022                          | -    |          |
| 23-9-2022  | Мілан             | Італія               | 1 – 0                   | Англія               | Ліга націй УЄФА 2022—2023 - груповий етап | -    | 89'      |
| 26-9-2022  | Будапешт          | Угорщина             | 0 – 2                   | Італія               | Ліга націй УЄФА 2022—2023 - груповий етап | -    | 72'      |
| Усього     |                   | Матчів               | 46                      |                      | Голів                                     | 5    |          |

## Титули і досягнення
- Чемпіон Європи: 2020
- Володар Кубка Італії (1):

«Наполі»: 2013-14
- Володар Суперкубка Італії (1):

«Наполі»: 2014
- Переможець Ліги Європи УЄФА (1):

«Челсі»: 2018-19
- Переможець Ліги чемпіонів УЄФА (1):

«Челсі»: 2020-21
- Переможець Суперкубка УЄФА (1):

«Челсі»: 2021
- Переможець Клубного чемпіонату світу (1):

«Челсі»: 2021